# Varga János (labdarúgó, 1928–2014)
Varga János (1928. december 7. – 2014. március 24. előtt) labdarúgó, kapus. A sportsajtóban Varga II János néven szerepelt.

## Pályafutása
1949 és 1960 között a Haladás labdarúgója volt. Az élvonalban összesen 130 mérkőzésen szerepelt. Az aktív labdarúgás befejezés után utánpótlás edzőként tevékenykedett a szombathelyi klubnál.